# Pfarrkirche St. Paul (Per-Albin-Hansson-Siedlung Ost)

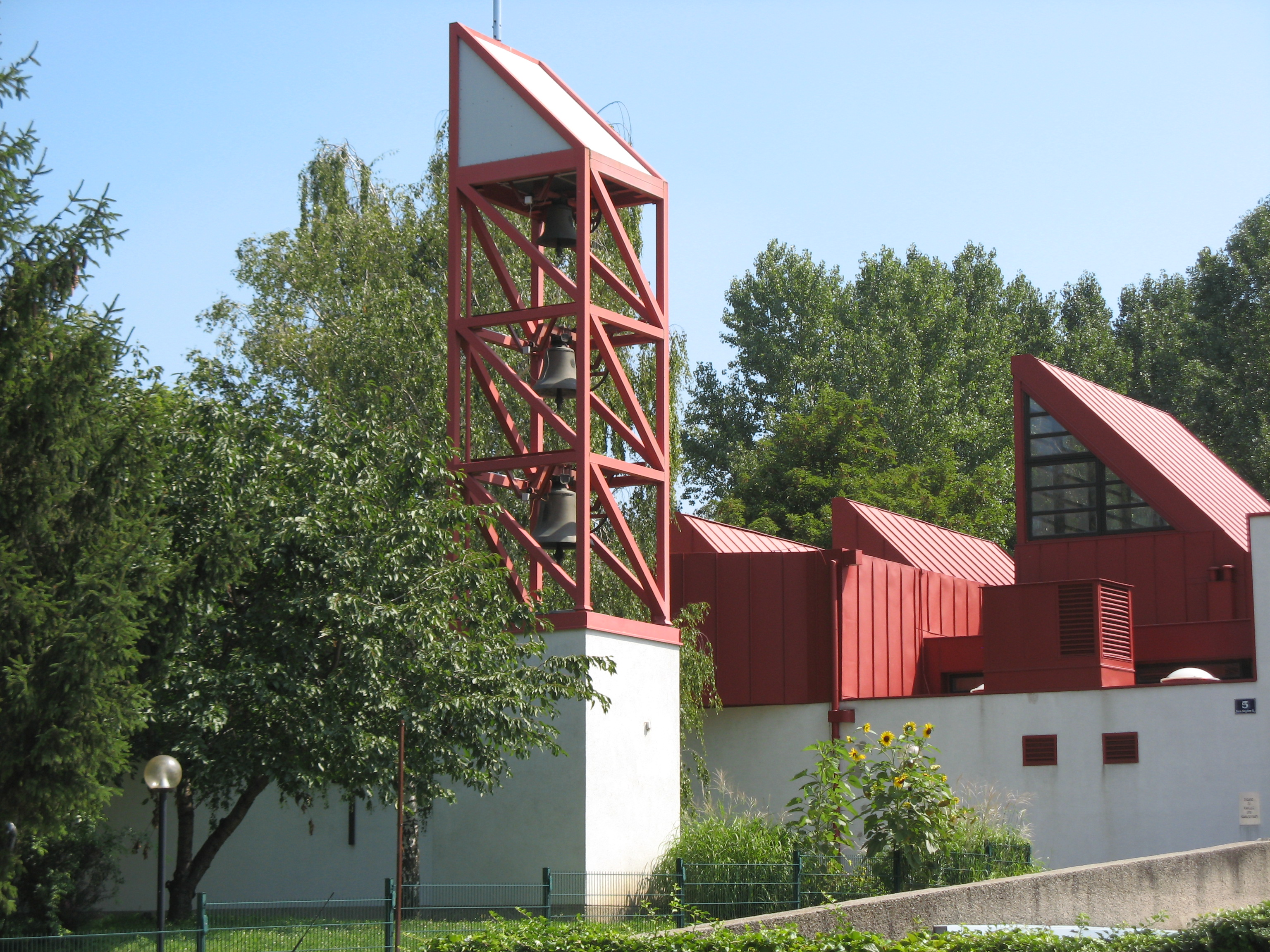
Pfarrkirche St. Paul

Die Pfarrkirche St. Paul  ist eine römisch-katholische Pfarrkirche in der  Per-Albin-Hansson-Siedlung Ost im 10. Wiener Gemeindebezirk Favoriten. Die Pfarre liegt im Dekanat 10 des zur Erzdiözese Wien gehörenden Vikariates Wien Stadt.
Sie wurde im Jahr 1975 errichtet und ist dem heiligen Paulus geweiht.

## Lagebeschreibung
Die Kirche steht mitten in der Per-Albin-Hansson-Siedlung Ost an der Jura-Soyfer-Gasse 5.

## Geschichte
Die Kirche wurde ursprünglich als „Integrationsbau“, eine Idee von Generalvikar Franz Jachym, geplant. Diese neuen Kirchenbauten sollten das Bemühen der Kirche, sich den Menschen in den umliegenden Siedlungen zu öffnen, verdeutlichen. Jachym gab bereits 1967 den Auftrag zum Bau einer neuen Kirche, jedoch konnte diese erst 1975 nach Plänen des Architekten Armin Dolesch errichtet werden. Davor wurde bereits in den Jahren 1970 bis 1975 das Pfarrzentrum errichtet. 1996 wurde der Glockenturm errichtet und geweiht. Die Kirche wurde am 12. Jänner 1997 durch Kardinal Christoph Schönborn geweiht.

## Baubeschreibung

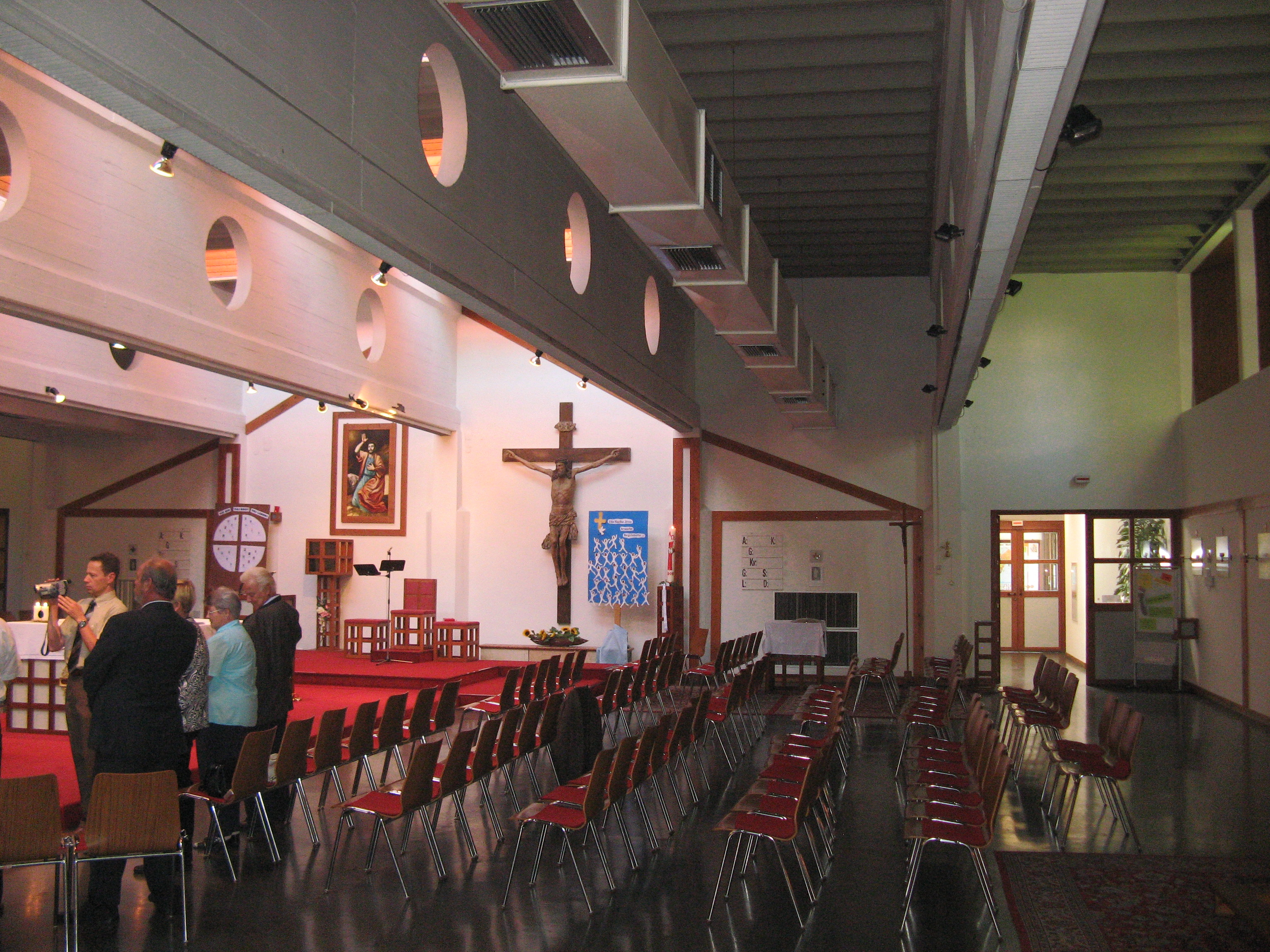
Innenansicht

### Äußeres
Die Fenster an den Seitenwänden und auch die Dachkonstruktion verleihen dem Stahlbetonbau einen eigenwilligen Akzent. Die Dachformation setzt sich gegenüber der Kirchenfassade ab und ist mit einem gelb gestrichenen Eisenblech gedeckt.

### Inneres
Der Kirchenraum wird von strengen kubischen Formen und einer davon ausgehenden Segmentgliederung geprägt. Das Kirchendach wird im Inneren durch fünf Betonträger gestützt, die in die architektonische Gestaltung integriert wurden. Um diese Träger transparenter zu gestalten, wurden fünf kreisrunde Öffnungen eingeplant. Die Lichtöffnungen sind im Inneren mit hellem Naturholz verkleidet.

## Ausstattung
An der Altarwand befindet sich ein Holzkreuz aus dem späten 19. Jahrhundert. Ursprünglich war es ein Missionskreuz in der Pfarrkirche Kaltenleutgeben. Zur Kirche gehört auch eine kleine Wochentagskapelle, dessen Raumgestaltung durch die freie Dachgestaltung aus Holz hervorsticht. Das Kreuz in der Wochentagskapelle war ursprünglich in der Notkirche im Erdberger Mais.

## Orgel
Die Orgel stammt aus der Werkstätte des niederösterreichischen Orgelbauers Franz Reusch aus dem Jahr 1875. Sie wurde durch die Kirchengemeinde gekauft.